# Nils Fredrik Dusén
Nils Fredrik Dusén, född 20 maj 1770 i Rumskulla församling, Östergötlands län, död 6 januari 1817 i Ingatorps församling, Jönköpings län, var en svensk präst i Ingatorps församling.

## Biografi
Nils Fredrik Dusén föddes 20 maj 1770 på Sjöesbo i Rumskulla församling. Han var son till en sergeant. Dusén blev 1790 student vid Uppsala universitet. Han blev 1794 vice kollega vid Vimmerby trivialskola. Dusén prästvigdes 1795 och blev  pastorsadjunkt vid Hässleby församling. År 1796 blev han adjunkt vid Ingatorps församling, Ingatorps pastorat. Dusén blev 1803 komminister vid Bellö församling, Ingatorps pastorat och 1811 kyrkoherde i Ingatorps församling. Han avled 6 januari 1817 i Ingatorps församling.
Dusén gifte sig med Ulrika Lovisa Liedholm. Hon var dotter till kyrkoherden Liedholm i Rumskulla församling.